# Рашид Воллес
Рашид Абдул «Шид» Воллес (англ. Rasheed Abdul "Sheed" Wallace; нар. 17 вересня 1974, Філадельфія, Пенсільванія, США) — американський професіональний баскетболіст, що грав на позиціях важкого форварда і центрового за низку команд НБА. Чемпіон НБА 2004 року у складі «Детройт Пістонс». Згодом — баскетбольний тренер. Є лідером НБА за кількістю технічних фолів — 317.

## Ігрова кар'єра

### Ранні роки
Починав грати в баскетбол у команді старшої школи Саймона Гратца (Філадельфія, Пенсільванія). У випускному класі був названий найкращим баскетболістом Америки серед старшокласників за версією видання USA Today. На університетському рівні грав за команду Північна Кароліна (1993—1995) під керівництвом Діна Сміта. Будучи на другому курсі, разом з Джеррі Стекгаусом допоміг команді дійти до Фіналу чотирьох турніру NCAA.

### «Вашингтон Буллетс»
1995 року був обраний у першому раунді драфту НБА під загальним 4-м номером командою «Вашингтон Буллетс». У своєму дебютному сезоні замінював травмованого Кріса Веббера та зіграв 65 матчів, 51 з яких був зі стартових секунд. За підсумками сезону був включений до другої збірної новачків.

### «Портленд Трейл-Блейзерс»
1996 року разом з Мітчеллом Батлером був обміняний на Рода Стрікленда та Гарві Гранта до «Портленд Трейл-Блейзерс». Граючи за Портленд, зайняв третє місце у лізі за відсотком влучань з гри у сезоні 1996—1997. Допоміг команді дійти до плей-оф, але там у першому раунді Портленд програв «Лос-Анджелес Лейкерс».
Наступного року підписав новий довготерміновий контракт з клубом та почав все більше залучатися до соціальної діяльності в Портленді, створивши благодійну організацію Rasheed Wallace Foundation. Але в цей же час його спортивна кар'єра була дещо заплямована неспортивною поведінкою. Наприклад, він встановив рекорд НБА, заробивши 38 технічних фолів за сезон. Через рік оновив цей рекорд, зробивши 40 неспортивних порушень на майданчику. Тоді також був дискваліфікований на сім матчів за погрози рефері прямо на майданчику.
2000 та 2001 року брав участь у матчах всіх зірок, а 1999 та 2000 року виводив «Трейл-Блейзерс» до фіналів Західної конференції. Там його команда програвала «Сан-Антоніо Сперс» та «Лос-Анджелес Лейкерс» відповідно, а ці команди в результаті ставали чемпіонами НБА.

### «Атланта Гокс»
9 лютого 2004 року перейшов до складу «Атланта Гокс». Зігравши одну гру за команду з Атланти, був обміняний до «Детройт Пістонс».

### «Детройт Пістонс»

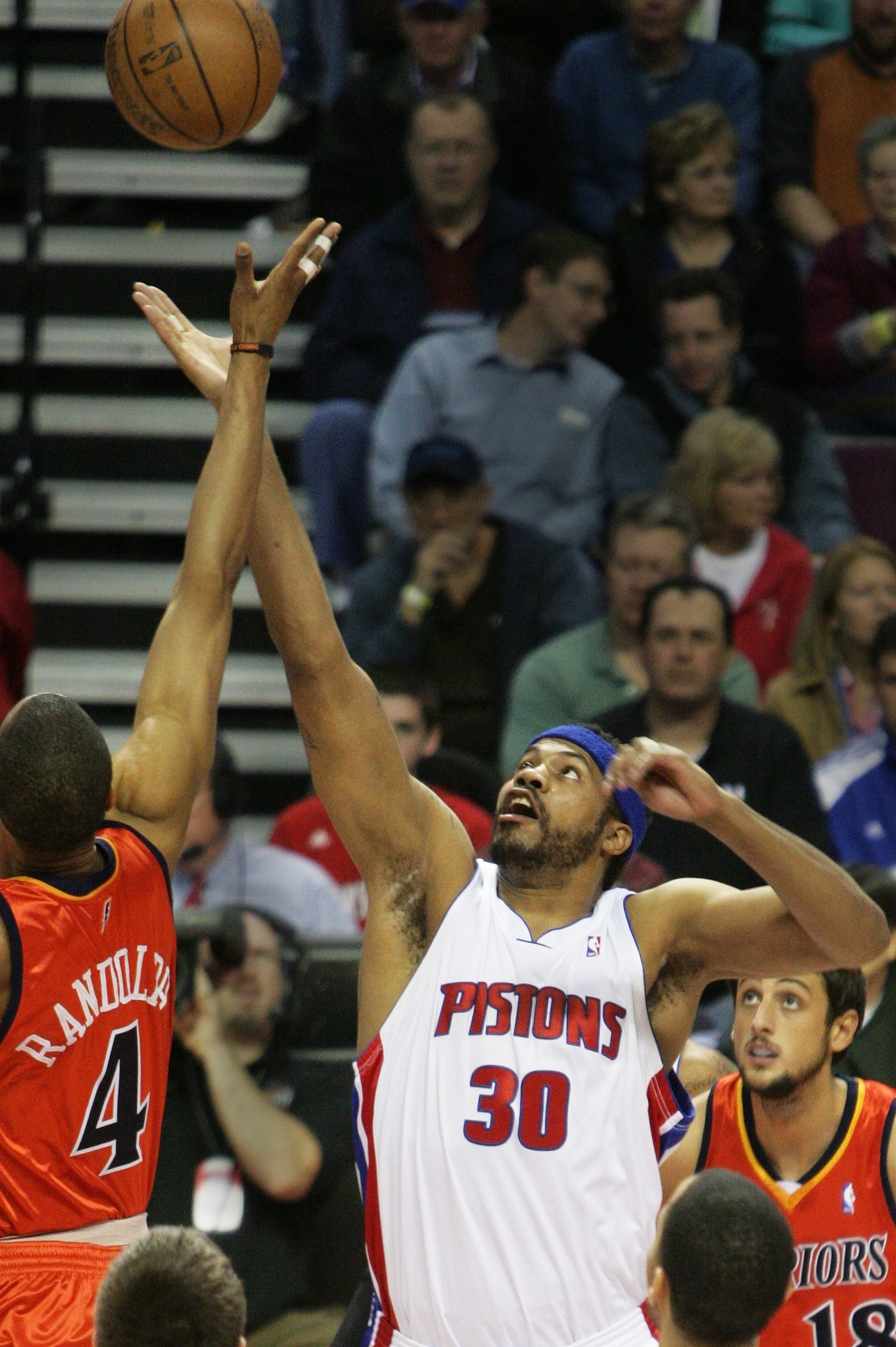
Воллес у грі проти «Голден-Стейт Ворріорс»

2004 року одразу допоміг «Детройту» дійти до фіналу НБА, де він зустрівся з «Лос-Анджелес Лейкерс». Незважаючи на те, що команда з Лос-Анджелеса була безумовним фаворитом, перемогу святкував «Детройт», вигравши серію 4-1. Після цього Воллес купив кожному партнеру по команді копії поясу чемпіона світу у надважкій вазі та подарував їх перед початком нового сезону.
Протягом сезону 2004—2005 пояс Воллеса висів у роздягальні команди, як нагадування та натхнення для захисту чемпіонського титулу. У важкі для команди моменти брав на себе роль ментального лідера. Наприклад, перед сьомою грою у фіналі Східної конференції проти «Маямі Гіт» він «гарантував перемогу» та дотримався своїх слів, допомігши виграти серію та влучивши у тому матчі 50 % кидків. У фіналі НБА у важкій серії з семи ігор перемогу святкували «Сан-Антоніо Сперс».
У сезоні 2005—2006 допоміг команді виграти 64 матчі в сезоні та стати першою сіяною у плей-оф. У першому раунді спочатку була обіграна «Мілвокі Бакс», а у другому — «Клівленд Кавальєрс». У фіналі Східної конференції «Детройт» зустрівся з «Маямі», які й святкували вихід до фіналу НБА, а згодом і чемпіонство.
2008 року вчетверте потрапив до складу Сходу на матч всіх зірок НБА. «Детройт» вкотре дійшов до фіналу Східної конференції, однак знову програв, цього разу «Бостон Селтікс».

### «Бостон Селтікс»
З 2009 по 2010 рік грав у складі «Бостон Селтікс». Цей рік був найгіршим для нього в плані статистики з початку кар'єри. Проте допоміг команді дійти до фіналу НБА, де сильнішими виявились «Лос-Анджелес Лейкерс». 10 серпня 2010 року оголосив про завершення спортивної кар'єри.

### «Нью-Йорк Нікс»
3 жовтня 2012 року оголосив, що повертається в баскетбол, після чого підписав контракт з командою «Нью-Йорк Нікс», за яку відіграв один сезон. 17 квітня 2013 року вдруге завершив баскетбольну кар'єру.

## Статистика виступів в НБА
| † | Позначає сезон, в якому Рашид Воллес ставав чемпіоном НБА |

### Регулярний сезон
| Сезон              | Команда                   | GP   | GS  | MPG  | FG%  | 3P%  | FT%   | RPG | APG | SPG | BPG | PPG  |
| ------------------ | ------------------------- | ---- | --- | ---- | ---- | ---- | ----- | --- | --- | --- | --- | ---- |
| 1995–96            | «Вашингтон Буллетс»       | 65   | 51  | 27.5 | .487 | .329 | .650  | 4.7 | 1.3 | 0.6 | 0.8 | 10.1 |
| 1996–97            | «Портленд Трейл-Блейзерс» | 62   | 56  | 30.5 | .558 | .273 | .638  | 6.8 | 1.2 | 0.8 | 1.0 | 15.1 |
| 1997–98            | «Портленд Трейл-Блейзерс» | 77   | 77  | 37.6 | .533 | .205 | .662  | 6.2 | 2.5 | 1.0 | 1.1 | 14.6 |
| 1998–99            | «Портленд Трейл-Блейзерс» | 49   | 18  | 28.9 | .508 | .419 | .732  | 4.9 | 1.2 | 1.0 | 1.1 | 12.8 |
| 1999–00            | «Портленд Трейл-Блейзерс» | 81   | 77  | 35.1 | .519 | .160 | .704  | 7.0 | 1.8 | 1.1 | 1.3 | 16.4 |
| 2000–01            | «Портленд Трейл-Блейзерс» | 77   | 75  | 38.2 | .501 | .321 | .766  | 7.8 | 2.8 | 1.2 | 1.8 | 19.2 |
| 2001–02            | «Портленд Трейл-Блейзерс» | 79   | 79  | 37.5 | .469 | .360 | .734  | 8.2 | 1.9 | 1.3 | 1.3 | 19.3 |
| 2002–03            | «Портленд Трейл-Блейзерс» | 74   | 74  | 36.3 | .471 | .358 | .735  | 7.4 | 2.1 | 0.9 | 1.0 | 18.1 |
| 2003–04            | «Портленд Трейл-Блейзерс» | 45   | 44  | 37.2 | .442 | .341 | .742  | 6.6 | 2.5 | 0.8 | 1.6 | 17.0 |
| 2003–04            | «Атланта Гокс»            | 1    | 1   | 42.0 | .333 | .167 | 1.000 | 6.0 | 2.0 | 1.0 | 5.0 | 20.0 |
| 2003–04†           | «Детройт Пістонс»         | 22   | 21  | 30.6 | .431 | .319 | .704  | 7.0 | 1.8 | 1.1 | 2.0 | 13.7 |
| 2004–05            | «Детройт Пістонс»         | 79   | 79  | 34.0 | .440 | .318 | .697  | 8.2 | 1.8 | 0.8 | 1.5 | 14.5 |
| 2005–06            | «Детройт Пістонс»         | 80   | 80  | 34.8 | .430 | .357 | .743  | 6.8 | 2.3 | 1.0 | 1.6 | 15.1 |
| 2006–07            | «Детройт Пістонс»         | 75   | 72  | 32.3 | .423 | .351 | .788  | 7.2 | 1.7 | 1.0 | 1.6 | 12.3 |
| 2007–08            | «Детройт Пістонс»         | 77   | 76  | 30.5 | .432 | .356 | .767  | 6.6 | 1.8 | 1.2 | 1.7 | 12.7 |
| 2008–09            | «Детройт Пістонс»         | 66   | 63  | 32.2 | .419 | .354 | .772  | 7.4 | 1.4 | 0.9 | 1.3 | 12.0 |
| 2009–10            | «Бостон Селтікс»          | 79   | 13  | 22.5 | .409 | .283 | .768  | 4.1 | 1.0 | 1.0 | 0.9 | 9.0  |
| 2012–13            | «Нью-Йорк Нікс»           | 21   | 0   | 14.1 | .387 | .319 | .700  | 4.0 | 0.3 | 0.6 | 0.7 | 7.0  |
| Усього за кар'єру  | Усього за кар'єру         | 1109 | 956 | 32.7 | .467 | .336 | .721  | 6.7 | 1.8 | 1.0 | 1.3 | 14.4 |
| В іграх усіх зірок | В іграх усіх зірок        | 4    | 0   | 19.3 | .250 | .100 | .750  | 3.8 | 0.5 | 1.0 | 0.8 | 4.0  |

### Плей-оф
| Сезон             | Команда                   | GP  | GS  | MPG  | FG%  | 3P%  | FT%  | RPG  | APG | SPG | BPG | PPG  |
| ----------------- | ------------------------- | --- | --- | ---- | ---- | ---- | ---- | ---- | --- | --- | --- | ---- |
| 1997              | «Портленд Трейл-Блейзерс» | 4   | 4   | 37.0 | .589 | .400 | .550 | 6.0  | 1.5 | 0.5 | 0.5 | 19.8 |
| 1998              | «Портленд Трейл-Блейзерс» | 4   | 4   | 39.3 | .489 | .800 | .500 | 4.8  | 2.8 | 0.5 | 0.5 | 14.5 |
| 1999              | «Портленд Трейл-Блейзерс» | 13  | 13  | 36.0 | .514 | .111 | .724 | 4.8  | 1.5 | 1.5 | 0.8 | 14.8 |
| 2000              | «Портленд Трейл-Блейзерс» | 16  | 16  | 37.8 | .489 | .615 | .773 | 6.4  | 1.8 | 0.9 | 1.3 | 17.9 |
| 2001              | «Портленд Трейл-Блейзерс» | 3   | 3   | 42.7 | .373 | .364 | .571 | 8.0  | 2.3 | 0.3 | 1.0 | 16.7 |
| 2002              | «Портленд Трейл-Блейзерс» | 3   | 3   | 41.7 | .406 | .412 | .813 | 12.3 | 1.7 | 0.7 | 0.7 | 25.3 |
| 2003              | «Портленд Трейл-Блейзерс» | 7   | 7   | 37.1 | .454 | .400 | .714 | 5.1  | 2.6 | 0.6 | 0.7 | 17.4 |
| 2004†             | «Детройт Пістонс»         | 23  | 23  | 34.9 | .413 | .243 | .767 | 7.8  | 1.6 | 0.6 | 2.0 | 13.0 |
| 2005              | «Детройт Пістонс»         | 25  | 25  | 33.0 | .439 | .337 | .741 | 6.9  | 1.3 | 1.0 | 1.8 | 13.6 |
| 2006              | «Детройт Пістонс»         | 18  | 18  | 34.9 | .430 | .405 | .527 | 6.3  | 1.8 | 0.6 | 0.8 | 14.1 |
| 2007              | «Детройт Пістонс»         | 16  | 16  | 35.8 | .437 | .347 | .842 | 7.7  | 1.8 | 1.2 | 1.8 | 14.3 |
| 2008              | «Детройт Пістонс»         | 17  | 17  | 34.4 | .424 | .320 | .744 | 6.4  | 1.6 | 1.1 | 1.9 | 13.2 |
| 2009              | «Детройт Пістонс»         | 4   | 4   | 30.5 | .367 | .500 | .000 | 6.3  | 0.8 | 0.5 | 0.3 | 6.5  |
| 2010              | «Бостон Селтікс»          | 24  | 1   | 17.1 | .416 | .345 | .828 | 3.0  | 0.4 | 0.4 | 0.6 | 6.1  |
| Усього за кар'єру | Усього за кар'єру         | 177 | 154 | 33.0 | .444 | .352 | .717 | 6.2  | 1.5 | 0.8 | 1.3 | 13.5 |

## Тренерська робота
2013 року став асистентом головного тренера команди «Детройт Пістонс», в якій пропрацював до 2014 року.